# بتساکو
بتساکو (به لاتین: Betsako) یک منطقهٔ مسکونی در ماداگاسکار است که در ماهاجانگا دوم (بخش) واقع شده‌است.
 بتساکو  ۷٬۰۰۰ نفر جمعیت دارد و ۳۴ متر بالاتر از سطح دریا واقع شده‌است.